# Vanilla Air
Vanilla Air Inc. (バニラ・エア株式会社 Banira Ea Kabushiki Kaisha?) fue una aerolínea de bajo costo en Japón de propiedad total de All Nippon Airways. Su oficina central se encontraba en la terminal 2 del Aeropuerto Internacional de Narita en Narita, prefectura de Chiba.
La compañía cesó sus operaciones el 27 de octubre de 2019. Sus operaciones fueron absorbidas por la aerolínea Peach Aviation.

## Destinos
Vanilla Air servía a los siguientes destinos (a septiembre de 2014):
Vanilla Air declaró en febrero de 2015 la suspensión del servicio a Seúl, y que no estaba considerando la expansión a más rutas. Antes de este anuncio, había anunciado futuros servicios a Guam y Saipán en una fecha no especificada, y a largo plazo planeaba ofrecer un servicio de larga distancia a Indonesia.

## Flota Histórica
La aerolínea durante su existencia operó las siguientes aeronaves:
Vanilla Air recibió su primer avión A320, JA01VA, el 14 de noviembre de 2013. Sus aviones estaban equipados con motores CFM56 y arrendados por AWAS a ANA Holdings.